# Chersina angulata
Chersina angulata – gatunek żółwia z rodziny żółwi lądowych (Testudinidae), jedyny przedstawiciel rodzaju Chersina.

## Zasięg występowania
Ch. angulata występuje w Południowej Afryce (wzdłuż wybrzeża Prowincji Przylądkowej Wschodniej, Prowincji Przylądkowej Północnej i Prowincji Przylądkowej Zachodniej, od East London na zachód do ujścia rzeki Oranje) i Namibii.